# Tecpallo
Tecpallo är en ort i Mexiko.   Den ligger i kommunen Milpa Alta och delstaten Distrito Federal, i den sydöstra delen av landet, 30 km sydost om huvudstaden Mexico City. Tecpallo ligger 2 396 meter över havet och antalet invånare är 117.
Terrängen runt Tecpallo är varierad. Runt Tecpallo är det tätbefolkat, med 411 invånare per kvadratkilometer. Närmaste större samhälle är Iztapalapa, 19,6 km norr om Tecpallo. Trakten runt Tecpallo består till största delen av jordbruksmark.